# Alpbach
Alpbach (mundartlich Åibåch) ist eine Gemeinde im Bezirk Kufstein in Tirol in Österreich mit 2545 Einwohnern (Stand 1. Jänner 2025) und liegt am Ende des Alpbachtals. Die Gemeinde ist Teil des Gerichtsbezirks Rattenberg. Die Gemeinde ist nach dessen Hauptort (ein Dorf) benannt, wo der Sitz der Gemeindeverwaltung ist.

## Geografie
Alpbach liegt in den Kitzbüheler Alpen im inneren Alpbachtal am Fuß des 1898 Meter hohen Gratlspitz. Der Ortsteil Inneralpbach (mundartlich Innătåi) bildet den Talschluss.
Der Große Galtenberg mit seinen 2424 m ü. A. liegt am südlichen Talschluss von Alpbach und ist vom Ortsteil Inneralpbach aus zu erreichen. Zwischen Alpbach und Reith im Alpbachtal liegt im Südwesten das Wiedersberger Horn mit einer Höhe von 2127 m ü. A., welches touristisch sowohl im Winter als Skigebiet als auch im Sommer genutzt wird. Der Schatzberg im Osten trennt mit seinen 1898 m ü. A. Alpbach von der Wildschönau.

### Gemeindegliederung
| Katastralgemeinden  | Ortschaften in der Gemeinde |
| ------------------- | --- |
| Alpbach (58,38 km²) | Alpbach (D) Außerland (R) Außerneader (ZH) Bach (R) Dorferwinkel (R) Dörfl (D) Feilmoos (D) Haus (R) Hausberg (ZH) Hochzeile (ZH) Inneralpbach (D) Innerneader (ZH) Lagerhaus (R) Mitterzeile (R) Moos (R) Tierberg (R) Trat (D) |
| Legende             | |

| In der Spalte Katastralgemeinden sind sämtliche Katastralgemeinden einer Gemeinde angeführt. In der Klammer ist die jeweilige Fläche in km² angegeben. |
| In der Spalte Ortschaften sind sämtliche von der Statistik Austria erfassten Siedlungen, die auch eine eigene Ortschaftskennziffer aufweisen, angeführt. In der Hierarchieebene derselben Spalte, rechts eingerückt, werden nur Ansiedlungen, die mindestens aus mehreren Häusern bestehen, dargestellt. Die wichtigsten der verwendeten Abkürzungen sind: - M = Hauptort der Gemeinde - Stt = Stadtteil - R = Rotte - W = Weiler - D = Dorf - ZH = Zerstreute Häuser - Sdlg = Siedlung - Hgr = Häusergruppe - E = Einzelgehöft (nur wenn sie eine eigene Ortschaftskennziffer haben) Die komplette Liste der Statistik Austria ist in: Topographische Siedlungskennzeichnung nach STAT Zu beachten ist, dass manche Orte unterschiedliche Schreibweisen haben können. So können sich Katastralgemeinden anders schreiben als gleichnamige Ortschaften bzw. Gemeinden. Quelle: Statistik Austria – |

### Nachbargemeinden
| Brixlegg            |                                             |                         |
| Reith im Alpbachtal | Kompassrose, die auf Nachbargemeinden zeigt | Wildschönau             |
| Hart im Zillertal   | Stumm                                       | Hopfgarten im Brixental |

## Geschichte
Die älteste urkundliche Erwähnung erfolgte 1240. Das Dorf war bis in die 1920er Jahre ohne Straßenverbindung ins Inntal und behielt dadurch lange Traditionen und Brauchtum bei. Jedoch zeugt der Fund einer Bronzeaxt, die auf die mittlere Bronzezeit (1600–1250 v. Chr.) datiert wurde, von einem bereits früheren Aufenthalt von Menschen in Alpbach. Namen von gelegenen Örtlichkeiten wie Greit und Mareit lassen auch auf eine Besiedelung in den ersten Jahrhunderten nach Christi Geburt schließen, da auch Funde im Nachbarort Reith im Alpbachtal auf eine römische Besiedelung hinweisen. Eine Rolle spielte die Almwirtschaft und der Bergbau, der im 15. Jahrhundert seinen Höhepunkt erreichte. Besonders Kupfer, aber auch Silber wurden hauptsächlich in Stollen rund um die Gratlspitze abgebaut, wobei die ältesten überlieferten Angaben über den Bergbau in Alpbach im Salbuch von 1416 enthalten sind.
Die Handelsfamilie Fugger aus Augsburg übernahm neben dem Bergbau in Kitzbühel und Schwaz auch den Bergbau in Alpbach. Sitz des Berggerichts sowie der fuggerischen Verwaltung war der Böglerhof. Gegen Ende des 19. Jahrhunderts wurde der Bergbau jedoch aufgrund geringer Erträge wieder eingestellt.
In den 1930er Jahren wurde der Ort vom Fremdenverkehr entdeckt. Eine schon 1953 beschlossene Bauordnung schrieb traditionelles Bauen im Holzstil vor, was das Entstehen von großen, das Ortsbild verändernden Hotelbauten verhinderte, wie sie andernorts in Tourismusregionen zu finden sind. Die Gemeinde erhielt für ihre Bemühungen die Auszeichnungen „Schönstes Dorf Österreichs“ und „Schönstes Blumendorf Europas“.

In Alpbach sind circa 22 Bauernhöfe als Erbhöfe geführt, was bedeutet, dass jeder dieser Bauernhöfe für mindestens 200 Jahre hindurch im Besitz derselben Familie war. Dabei wurden hauptsächlich nur Vererbungen in männlicher Linie beachtet, mit einem Landesgesetz von 1957 wurde jedoch auch die weibliche Erbfolge stillschweigend anerkannt.

### Name und Etymologie
Alpbach [ˈalpax] wird mundartlich als Åibåch (Bairische Schreibung) [ˈɔe̯b̥ɔx] und seine Einwohner als Åibékchărinnă [ˈɔe̯b̥ekxɐrenɐ] und Åibékchă [ˈɔe̯b̥ekxɐ] bezeichnet.
Der Ortsname leitet sich von der Alp, nicht jedoch von Bach ab. Vielmehr ist -ach hier ein Kollektivsuffix, sodass Alpbach als „Ansammlung von Almen“ verstanden werden kann. Erstmals genannt wurde der Ort ca. 1150 (fraglich) und 1231–1234, wo er auch Alpach geschrieben wurde. Allerdings wurde schon im Hochmittelalter das Wort „Bach“ eingekreuzt (erstmals 1300 als Alppach, später auch Altpach). Heute ist der Bach auch im Gemeindewappen vertreten. Er ist in Silber gehalten, um den ehemaligen Bergbau in der Region zu symbolisieren, während das Grün die fruchtbaren Almen darstellt.

### Bevölkerungsentwicklung

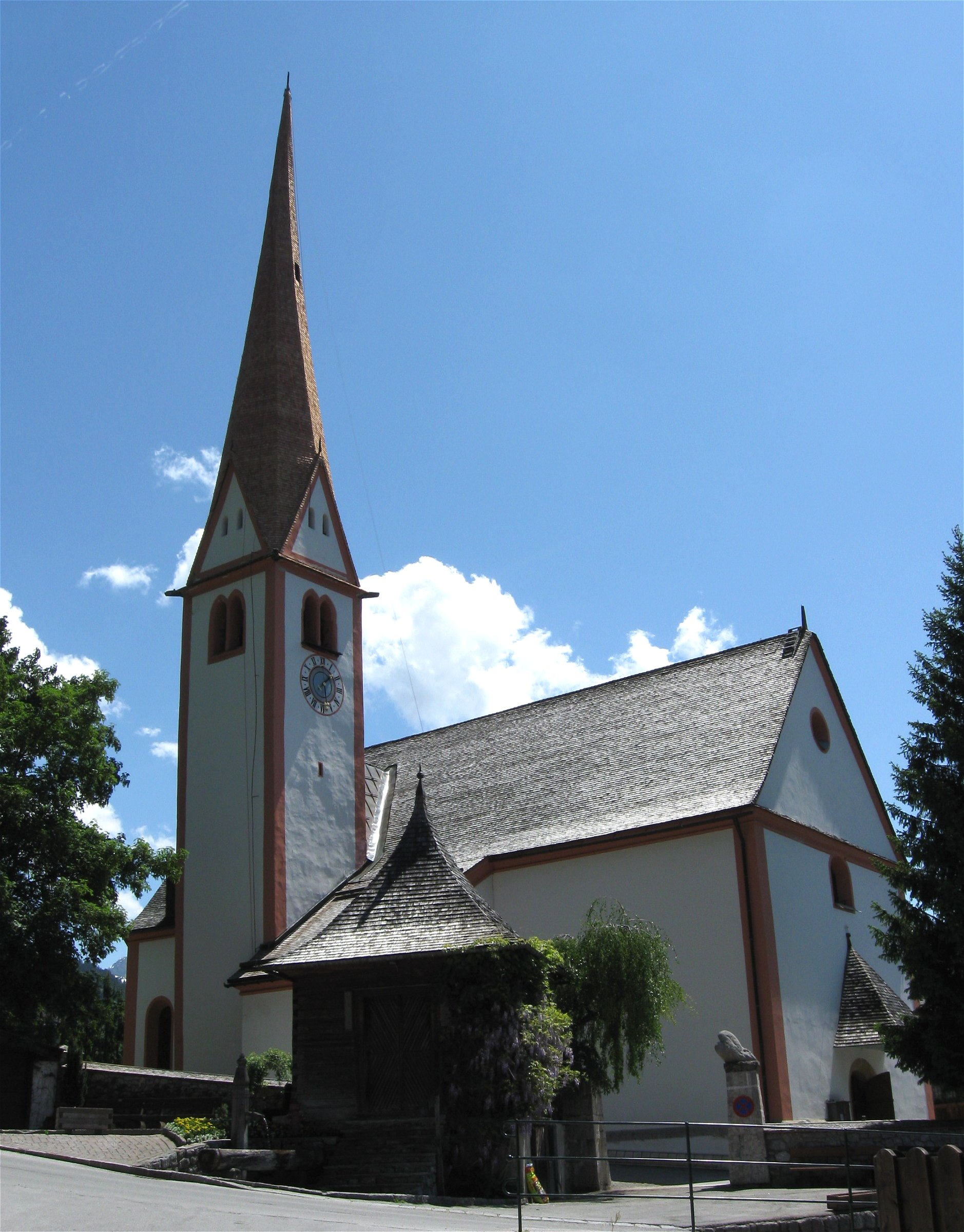
Pfarrkirche Alpbach

| Alpbach: Einwohnerzahlen von 1869 bis 2024          | Alpbach: Einwohnerzahlen von 1869 bis 2024 | Alpbach: Einwohnerzahlen von 1869 bis 2024 | Alpbach: Einwohnerzahlen von 1869 bis 2024 | Alpbach: Einwohnerzahlen von 1869 bis 2024 |
| --------------------------------------------------- | ------------------------------------------ | ------------------------------------------ | ------------------------------------------ | ------------------------------------------ |
| Jahr                                                |                                            |                                            |                                            | Einwohner                                  |
| 1869                                                | 1869                                       |                                            | 1.024                                      | 1.024                                      |
| 1880                                                | 1880                                       |                                            | 1.027                                      | 1.027                                      |
| 1890                                                | 1890                                       |                                            | 960                                        | 960                                        |
| 1900                                                | 1900                                       |                                            | 943                                        | 943                                        |
| 1910                                                | 1910                                       |                                            | 1.013                                      | 1.013                                      |
| 1923                                                | 1923                                       |                                            | 1.097                                      | 1.097                                      |
| 1934                                                | 1934                                       |                                            | 1.234                                      | 1.234                                      |
| 1939                                                | 1939                                       |                                            | 1.226                                      | 1.226                                      |
| 1951                                                | 1951                                       |                                            | 1.390                                      | 1.390                                      |
| 1961                                                | 1961                                       |                                            | 1.576                                      | 1.576                                      |
| 1971                                                | 1971                                       |                                            | 1.853                                      | 1.853                                      |
| 1981                                                | 1981                                       |                                            | 1.998                                      | 1.998                                      |
| 1991                                                | 1991                                       |                                            | 2.163                                      | 2.163                                      |
| 2001                                                | 2001                                       |                                            | 2.489                                      | 2.489                                      |
| 2011                                                | 2011                                       |                                            | 2.589                                      | 2.589                                      |
| 2021                                                | 2021                                       |                                            | 2.530                                      | 2.530                                      |
| 2024                                                | 2024                                       |                                            | 2.553                                      | 2.553                                      |
| Quelle(n): Statistik Austria, Gebietsstand 1.1.2021 |                                            |                                            |                                            |                                            |

## Kultur und Sehenswürdigkeiten

### Bauwerke
- Pfarrkirche Alpbach: Katholische Pfarrkirche zu Ehren des Hl. Oswalds mit umliegendem Ortsfriedhof. Kennzeichnend für den Ortsfriedhof ist das einheitliche Erscheinungsbild der Grabstätten, wobei schmiedeeiserne Kruzifixe über den Gräbern errichtet worden sind bzw. errichtet werden.
- Vollholzhäuser: Sehenswert sind die Vollholzhäuser, die im Sommer mit Blumen reichlich geschmückt werden, und weiters die Bauernhöfe an den Hängen
- Hof Vorderunterberg: als Bergbauernmuseum eingerichtet
- Congress Centrum Alpbach: 1999 wurde das Congress Centrum Alpbach eröffnet.

### Europäisches Forum Alpbach

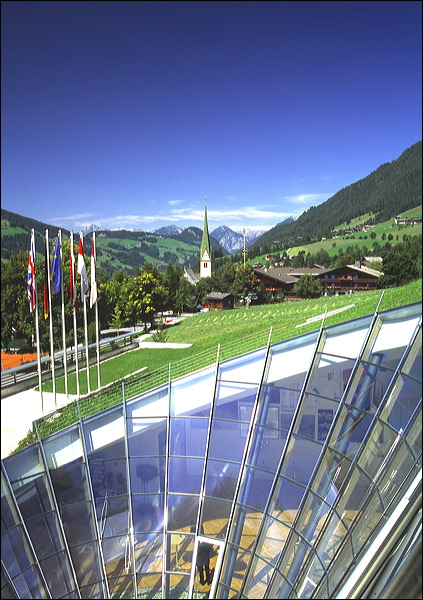
Congresscentrum Alpbach

Das Europäische Forum wurde im August 1945 von Otto Molden und Simon Moser unter dem Namen Internationale Hochschulwochen gegründet. Wenig später, im Jahr 1949, erfolgte die Umbenennung in Europäisches Forum Alpbach. Die Veranstaltung vereint internationale Persönlichkeiten aus Wissenschaft, Wirtschaft, Kultur und Politik, darunter auch mehrere Nobelpreisträger, jährlich im Spätsommer im Congress Centrum Alpbach.

### Musik
Die Bundesmusikkapelle Alpbach wurde im Jahre 1823 mit ca. 25 Musikanten gegründet. 2018 zählte der Verein 74 Mitglieder. Die Musikkapelle Alpbach ist in den Sommermonaten durchschnittlich jeden dritten Tag im Einsatz. Im Sommer finden wöchentlich Platzkonzerte statt. Weitere Aufgaben sind die musikalische Umrahmung von Beerdigungen, kirchlichen Festen und Prozessionen sowie die Teilnahme an landesüblichen Empfängen.
Bekannt ist Alpbach auch für seine Volksmusikanten. Erwähnenswert ist hier vor allem Peter Moser, der mit viel Einsatz für den Erhalt von unzähligen Liedern und Weisen im Alpenraum eintrat. Weiteren Bekanntheitsgrad erlangten Alpbach und das Alpbachtal als Drehort der Fernsehserie Wildbach.

## Wirtschaft und Infrastruktur
Der Tourismus besetzt in Alpbach eine besondere Position. Neben dem Kongress- und dem Sommertourismus spielt vor allem der Wintertourismus eine wichtige Rolle. Abseits des Tourismus sind auch Kleinbetriebe wie Tischlereien, Zimmereien oder eine Schmiede wichtige Arbeitgeber im Ort.

### Tourismus
Das ganze Jahr über finden im Congress Centrum Tagungen und Kongresse statt.
Der Ort bietet verschiedene Sportmöglichkeiten:
- Im Sommer: Wandern, Nordic Walking, Inline-Skating, Mountainbiken, Trekking, Rafting, Angeln, Canyoning, Reiten, Tennis, (Asphalt-)Stockschießen, Bogenschießen, Fitnesstraining, Gleitschirmfliegen, Jagen, Klettern.
- Im Winter: Skifahren im Skigebiet am Wiedersberger Horn, am Schatzberg und in Auffach mit einer Verbindung zum Gebiet Ski Juwel Alpbachtal Wildschönau, Langlaufen, Eisstockschießen, Rodeln, Skitourengehen.

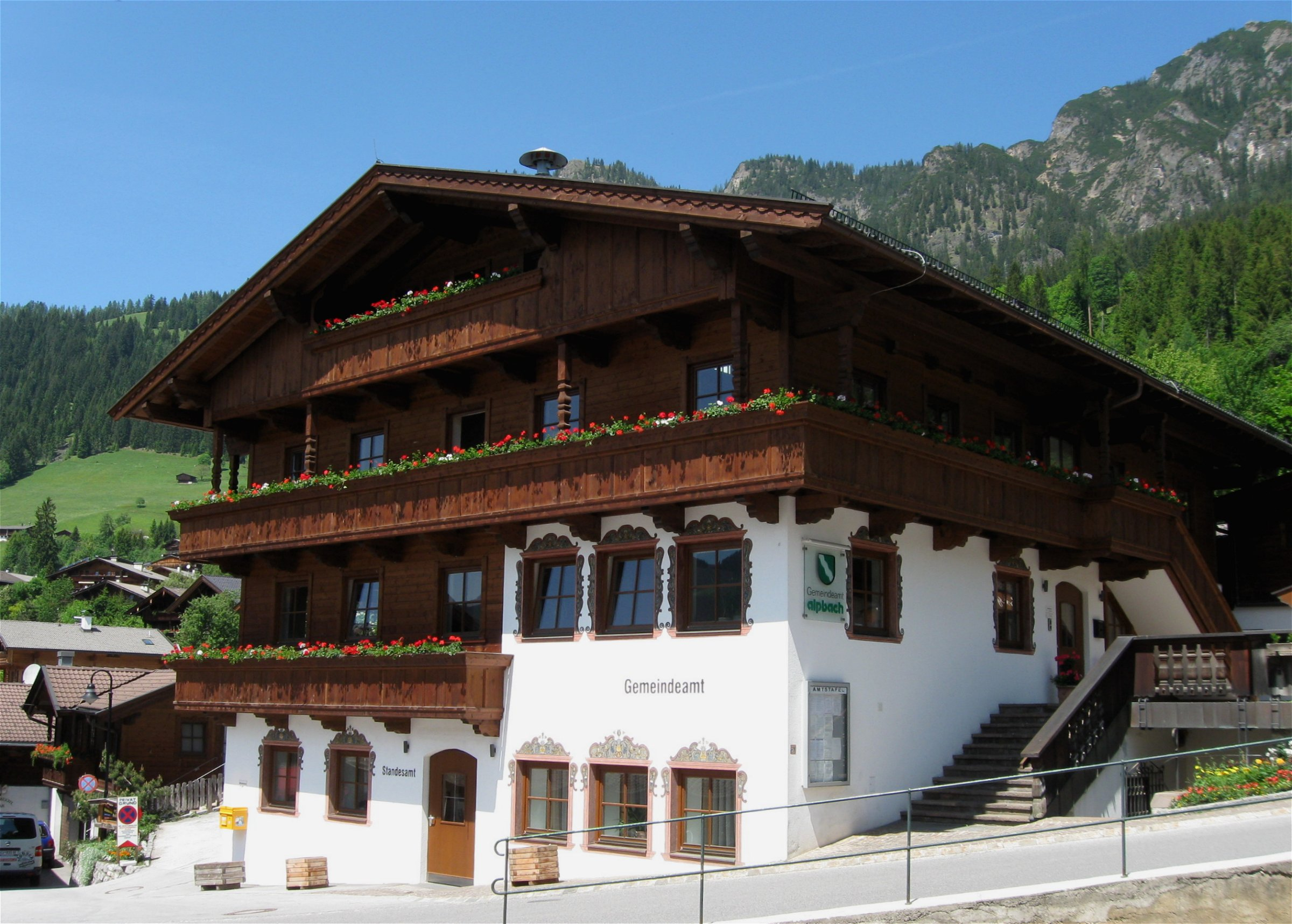
Gemeindeamt

## Politik

### Gemeinderat
Der Gemeinderat besteht aus 15 Mitgliedern.
| Partei                                                | 2022  | 2022    | 2016  | 2016    | 2010  | 2010    |
| Partei                                                | %     | Mandate | %     | Mandate | %     | Mandate |
| ----------------------------------------------------- | ----- | ------- | ----- | ------- | ----- | ------- |
| Zukunft Alpbachs Mitgestalten                         | 26,75 | 4       | 35,52 | 5       |       |         |
| Für Alpbach                                           | 23,08 | 4       |       |         |       |         |
| Alpbacher Liste – Arbeitnehmer, Bauern und Wirtschaft | 20,58 | 3       | 21,54 | 3       | 32,07 |         |
| Offene Liste Alpbach                                  | 19,82 | 3       | 36,33 | 6       | 46,68 |         |
| FPÖ Alpbach                                           | 9,77  | 1       |       |         |       |         |
| Wichtig ist Alpbach!                                  |       |         | 6,62  | 1       | 4,68  |         |
| Unabhängige Alpbacher                                 |       |         |       |         | 10,06 |         |
| Bürgerliste Alpbach                                   |       |         |       |         | 6,51  |         |

### Bürgermeister
- 0000–1902 Johann Larch[10]
- 1902–1908 Johann Moser
- 1908–1914 Simon Kostenzer
- 1914–1919 Ignaz Moser
- 1919–1925 Peter Moser
- 1925–1938 Simon Kostenzer
- 1938–1945 Alois Haaser
- 1945–1979 Alfons Moser (1901–1979)
- 1979–1992 Oswald Moser
- 1992–2004 Ägidius Bletzacher
- 2004–0000 Markus Bischofer (Offene Liste Alpbach)

### Wappen
Blasonierung: Im grünen Feld ein silberner Schrägfluss.
Das 1963 verliehene Gemeindewappen basiert auf dem Siegel des Richters Heinrich aus dem Alpache aus dem Jahr 1345. Es verweist zugleich auf den Namen der Gemeinde.

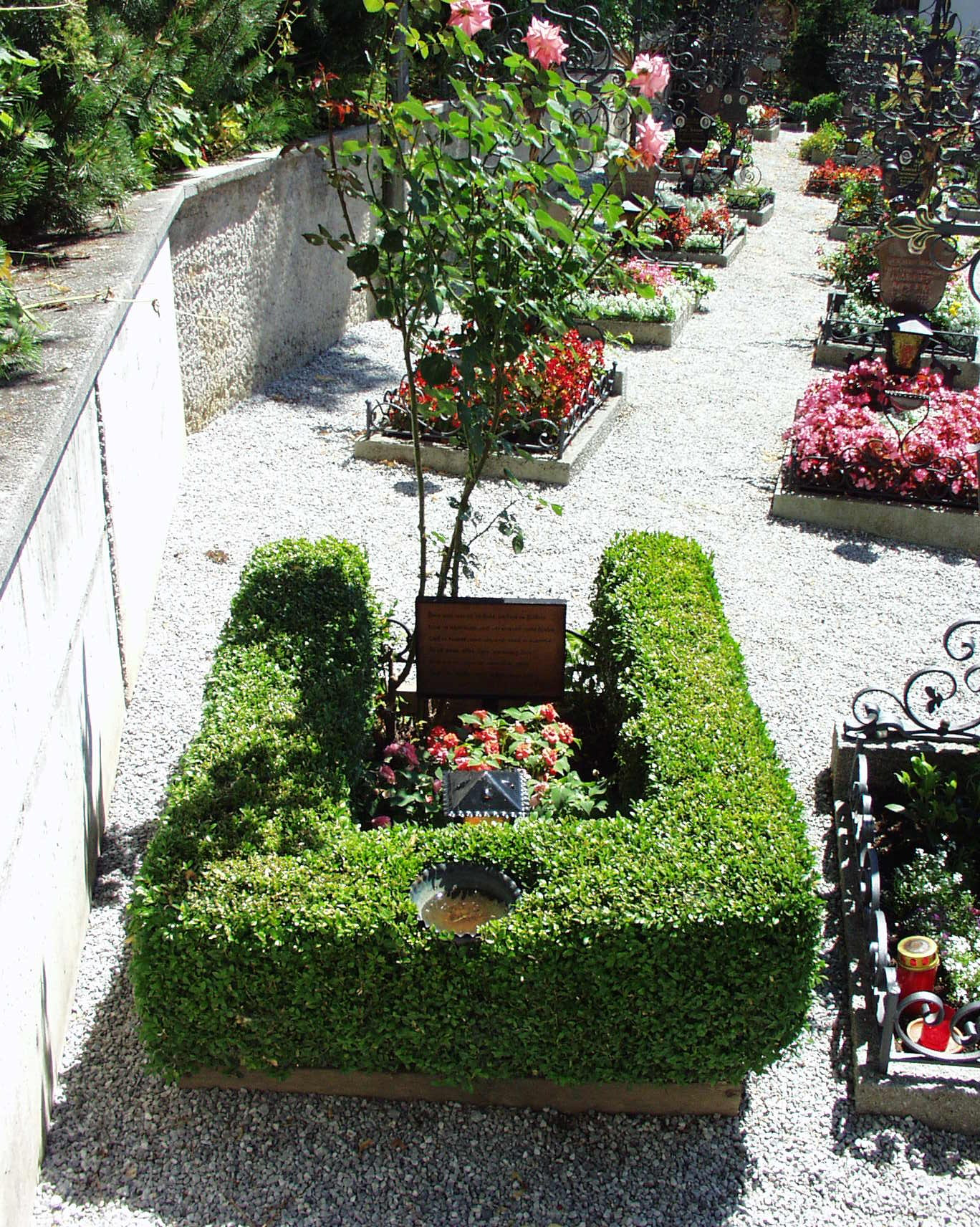
Grab von Erwin Schrödinger

## Persönlichkeiten
Geboren in der Gemeinde
- Alfred Baumgartner (1904–1991), Musikwissenschaftler, Schriftsteller und Übersetzer

Personen mit Bezug zur Gemeinde
- Erwin Schrödinger (1887–1961), Physiker und Wissenschaftstheoretiker, Nobelpreisträger der Physik 1933. Erwin Schrödinger verbrachte die letzte Zeit seines Lebens in Alpbach und ist auf eigenen Wunsch auf dem Dorffriedhof begraben.
- Karl Julius Joest (1896–1975), deutscher Maler aus Düsseldorf, lebte von 1940 bis 1943 in Alpbach
- Werner Scholz (1898–1982), deutsch-österreichischer Maler, lebte seit 1939 in Alpbach

Ehrenbürger der Gemeinde sind:
- ? Otto Habsburg
- 1933 Johann Zellner, Schuldirektor
- 1967 Alfons Moser, Bürgermeister[14][15]
- 1974 Eduard Wallnöfer, Landeshauptmann von Tirol[15]
- 1979 Otto Molden, Präsident des Europäischen Forums
- 1986 Josef Kostenzer, Gemeindesekretär
- 1986 Sebastian Moser, Vizebürgermeister
- 1996 Walter Philipp, Bezirkshauptmann von Kufstein
- 1999 Wendelin Weingartner, Landeshauptmann von Tirol[15]
- 2009 Ägidius Bletzacher, Bürgermeister
- 2009 Oswald Moser, Bürgermeister
- 2012 Erhard Busek, Europäisches Forum
- 2017 Franz Bachmaier, Pfarrer

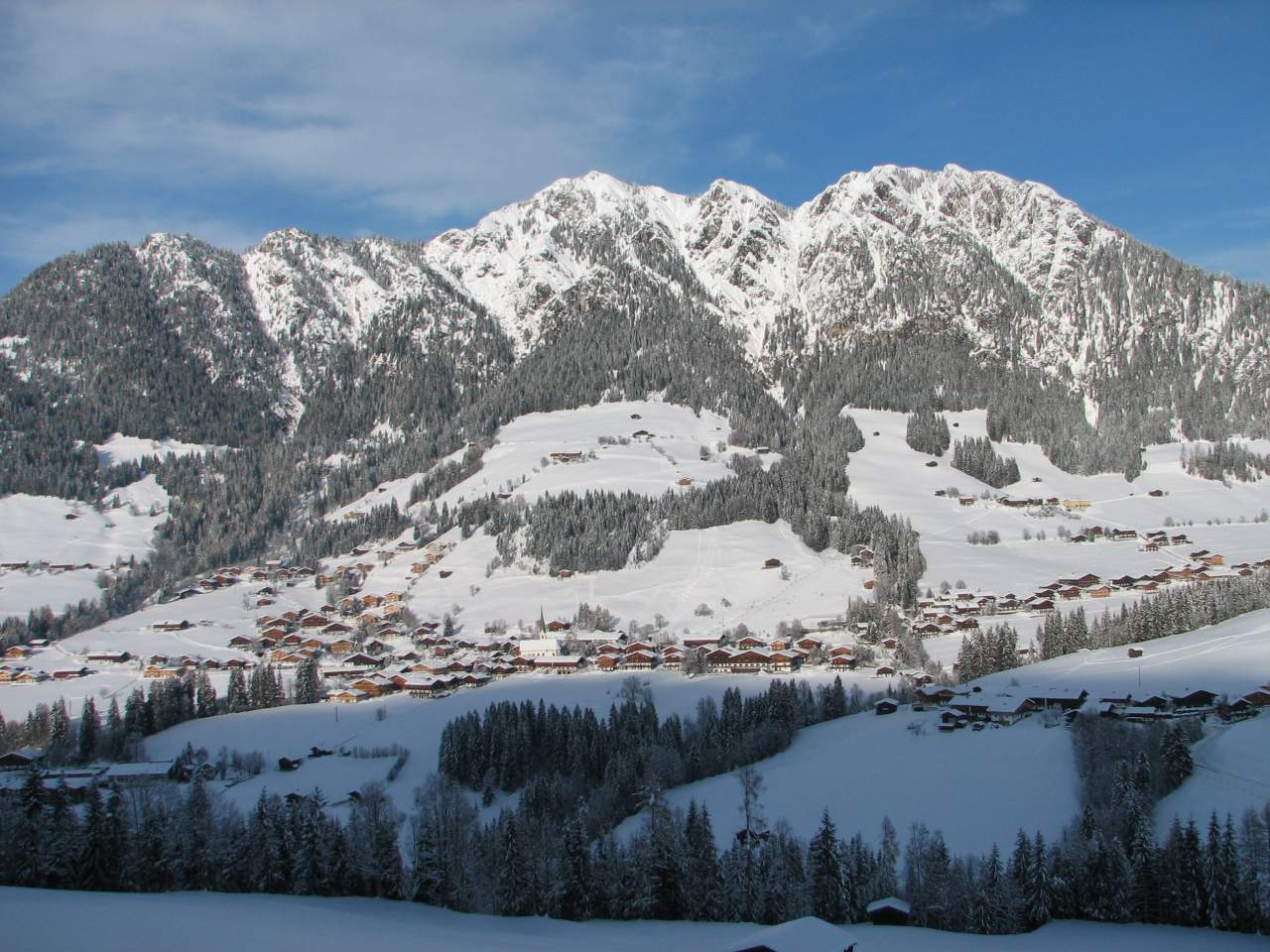
Alpbach und Gratlspitz im Winter
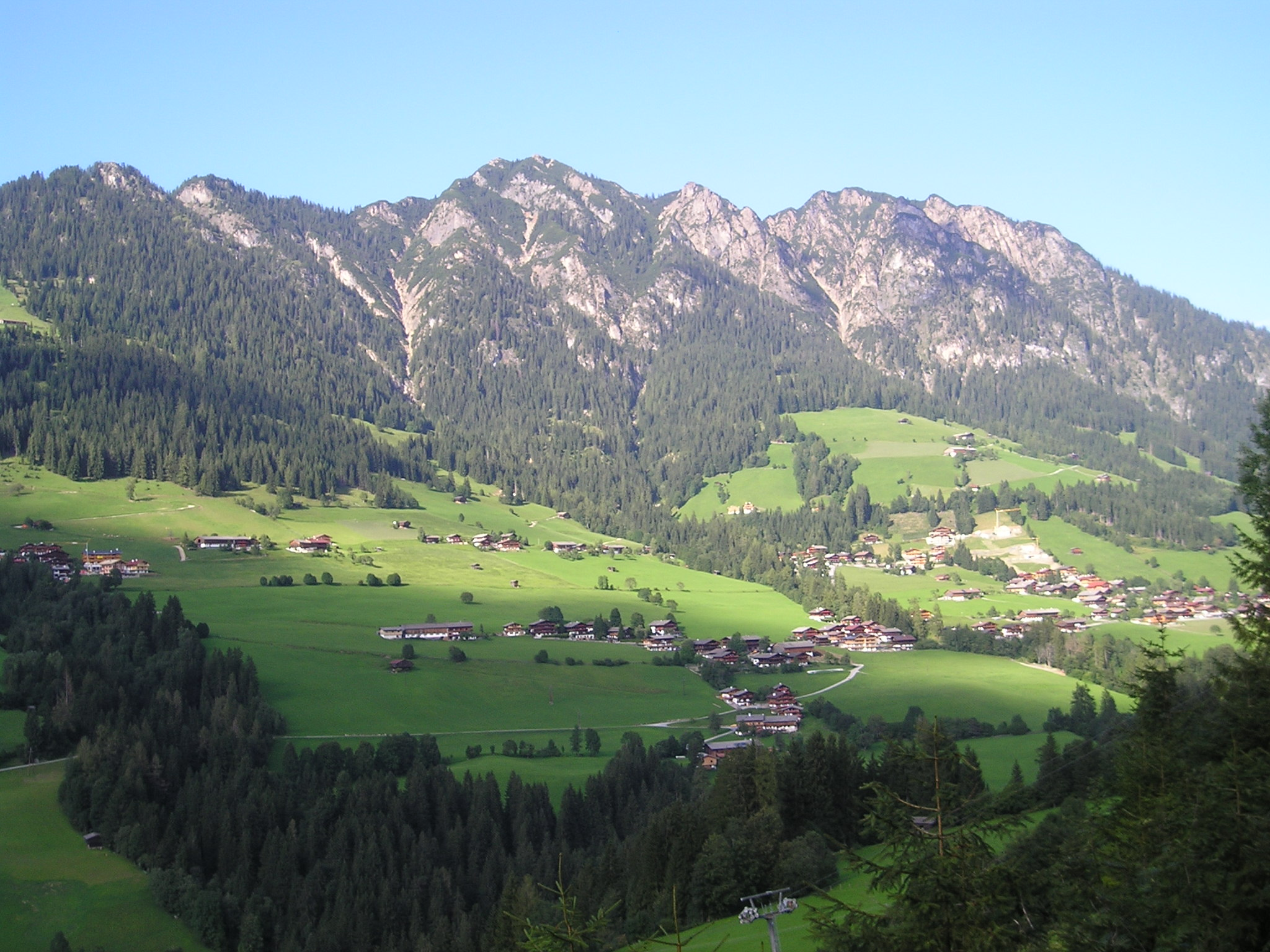
Alpbach und Gratlspitz im Sommer vom Wiedersberger Horn
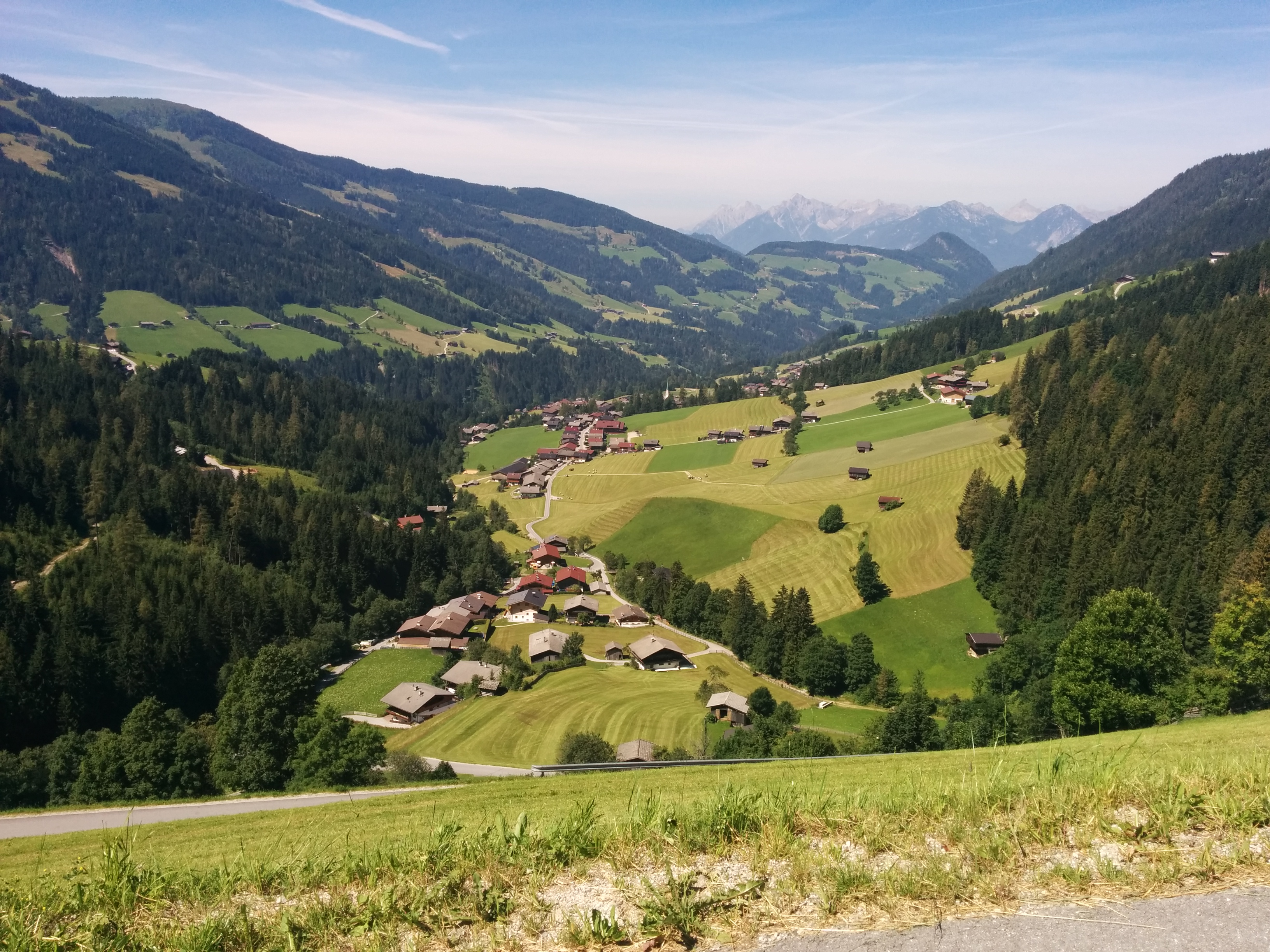
Blick Richtung Inntal mit dem Reither Kogel im Hintergrund
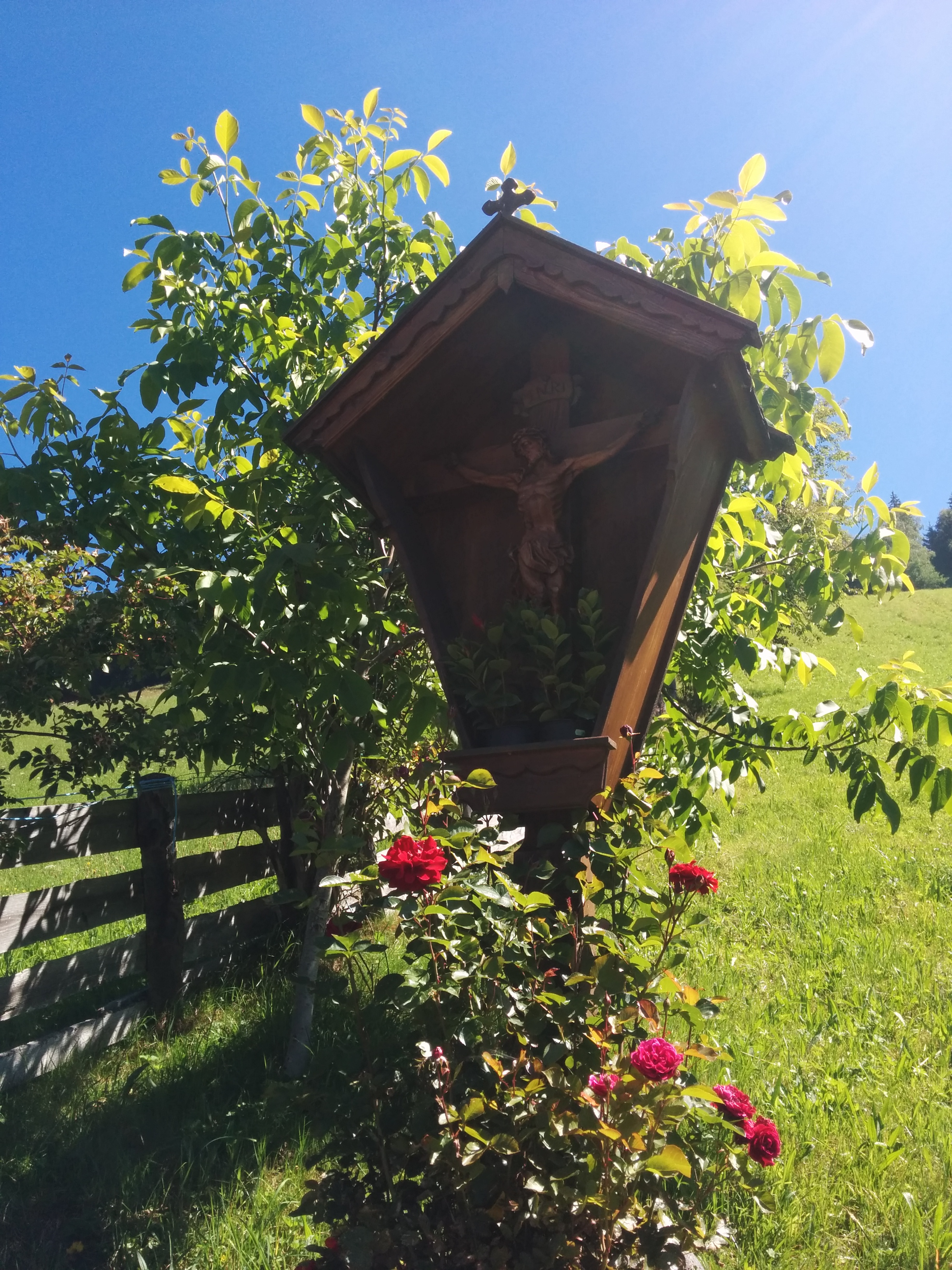
Wegkreuz auf dem Weg zum Hösljoch